# 701
| Calendário gregoriano                                                        | 701 DCCI                        |
| Ab urbe condita                                                              | 1454                            |
| Calendário arménio                                                           | 150 – 151                       |
| Calendário bahá'í                                                            | -1143 – -1142                   |
| Calendário budista                                                           | 1245                            |
| Calendário chinês                                                            | 3397 – 3398                     |
| Calendário copta                                                             | 417 – 418                       |
| Calendário etíope                                                            | 693 – 694                       |
| Calendários hindus - Vikram Samvat - Calendário nacional indiano - Cáli Iuga | 756 – 757 622 – 623 3801 – 3802 |
| Calendário Holoceno                                                          | 10701                           |
| Calendário islâmico                                                          | 81 – 83                         |
| Calendário judaico                                                           | 4461 – 4462                     |
| Calendário persa                                                             | 79 – 80                         |
| Calendário rúnico                                                            | 951                             |
| Calendário solar tailandês                                                   | 1244                            |

701 (DCCI na numeração romana) foi o primeiro ano comum do século VIII, do Calendário Juliano, da Era de Cristo, teve início e fim em um sábado, com a letra dominical B.
| ano completo                   |
| ------------------------------ |
| Ano comum com início ao sábado |

## Eventos
- 30 de Outubro - É eleito o Papa João VI.

## Nascimentos
- Shomu, 45º imperador do Japão.

## Mortes
- 8 de Setembro - Papa Sérgio I.